# Smardy (przystanek kolejowy)
Smardy – przystanek kolejowy zlokalizowany między miejscowościami Smardy Dolne i Smardy Górne, w województwie opolskim, w powiecie kluczborskim, w gminie Kluczbork, w Polsce.

## Ruch pasażerski
W roku 2017 przystanek obsługiwał 20–49 pasażerów na dobę. W roku 2022 dobowa wymiana pasażerska na przystanku wynosiła również 20-49 pasażerów.